# Chenailler-Mascheix
Chenailler-Mascheix is een gemeente in het Franse departement Corrèze (regio Nouvelle-Aquitaine) en telt 164 inwoners (2005). De plaats maakt deel uit van het arrondissement Brive-la-Gaillarde.

## Geografie
De oppervlakte van Chenailler-Mascheix bedraagt 15,6 km², de bevolkingsdichtheid is 10,5 inwoners per km².
De onderstaande kaart toont de ligging van Chenailler-Mascheix met de belangrijkste infrastructuur en aangrenzende gemeenten.

## Demografie
Onderstaande figuur toont het verloop van het inwonertal (bron: INSEE-tellingen).

1. ↑  Populations de référence 2022.